# Big Shug
Big Shug, de son vrai nom Cary Guy, est un rappeur américain.

## Biographie
Né à Boston, Big Shug passe son enfance dans le quartier de Mattapan. En grandissant, il se lie d'amitié avec Guru, mais la vie les sépare lorsque Shug est emprisonné et que Guru s'installe à New York où il forme le duo Gang Starr avec DJ Premier.
À sa sortie de prison Shug renoue avec Guru, rejoignant la Gang Starr Foundation et participant à chacun des albums de Gang Starr, dès 1994 avec le morceau F.A.L.A. sur Hard to Earn.
En 1995, il apparaît sur l'album Meiso de DJ Krush et en 1998 sur le titre The Militia (Moment of Truth de Gang Starr). Il collabore également avec Guru sur sa série d'albums Jazzmatazz.
Dans les années 1990, Big Shug enregistre un maxi 45 tours, Treat U Better, produit par DJ Premier et Guru pour Payday et Chrysalis, mais il faut attendre 2005 pour qu'il sorte son premier album solo, Never Say Die: The Pre-Album dont quelques titres sont encore produits par DJ Premier. Fin 2005, il publie un deuxième album intitulé Who's Hard?.
En 2007, il signe chez Babygrande à New York qui publie son troisième album, Street Champ. L'opus est produit par MoSS et DJ Premier, avec des featurings comme Ea$y Money, Termanology ou encore Sean Price.
Un quatrième album, Otherside of the Game, sort en novembre 2008 sur lequel on retrouve DJ Premier, Bumpy Knuckles, Billy Danze de M.O.P., Termanology, Blaq Poet et Singapore Kane.
En 2010, il apparaît sur le single Tap Out extrait de l'album Run MPC de M-Dot et DJ Jean Maron. La même année, il collabore avec l'artiste Aztech et le producteur Reel Drama sur leur disque Hybrid Genetics, et également avec Spinz sur le single Round Tha World.
Le 9 juillet 2012, Big Shug sort un album intitulé I.M.4EVA (Invincible Music 4 Eva). Cet opus est vendu comme un livre de 36 pages en couleurs dans lequel Big Shug revient sur ses vingt ans de carrière et sur l'incroyable histoire du très fameux groupe Gang Starr. On y trouve des photos exclusives et des commentaires rares. En effet, l'album est produit par DJ Premier, Fizzy Womack, Kid Called Quest, Lee Bannon et Purpose. Big Shug s'entoure de ses vieux amis du milieu comme Fat Joe ou M.O.P., une collaboration qui renvoie l'auditeur dans la magie des années 90 avec le morceau Hardbody. Cependant il fait également participer des rappeurs du moment dont Reks qui livre de belles prestations, notamment dans le morceau intitulé For the Real.

## Discographie

### Albums studio
- 2005 : Never Say Die: The Pre-Album
- 2005 : Who's Hard?
- 2007 : Street Champ
- 2008 : Otherside of the Game
- 2012 : I.M.4EVA (Invincible Music 4 Eva)
- 2015 : Triple OGzus